# Goljemadi
Goljemadi este un sat din municipiul Podgorica, Muntenegru. Conform datelor de la recensământul din 2003, localitatea are 94 de locuitori (la recensământul din 1991 erau 149 de locuitori).

## Demografie
În satul Goljemadi locuiesc 85 de persoane adulte, iar vârsta medie a populației este de 49,9 de ani (47,1 la bărbați și 52,3 la femei). În localitate sunt 39 de gospodării, iar numărul mediu de membri în gospodărie este de 2,41.
|  |

| Demografie | Demografie | Demografie |
| An         | Locuitori  | Locuitori  |
| ---------- | ---------- | ---------- |
|            |            |            |
|            |            |            |
|            |            |            |
|            |            |            |
| 1948       | 318        |            |
| 1953       | 269        |            |
| 1961       | 257        |            |
| 1971       | 234        |            |
| 1981       | 203        |            |
| 1991       | 149        | 147        |
| 2003       | 94         | 94         |

| \| Componența etnică conform recensământului din 2003[2] \| Componența etnică conform recensământului din 2003[2] \| Componența etnică conform recensământului din 2003[2] \| Componența etnică conform recensământului din 2003[2] \| Componența etnică conform recensământului din 2003[2] \| \| ----------------------------------------------------- \| ----------------------------------------------------- \| ----------------------------------------------------- \| ----------------------------------------------------- \| ----------------------------------------------------- \| \| \| \| \| \| \| \| Muntenegreni \| Muntenegreni \| \| 71 \| 75,53% \| \| Sârbi \| Sârbi \| \| 22 \| 23,4% \| \| Maghiari \| Maghiari \| \| 1 \| 1,06% \| \| necunoscută \| necunoscută \| \| 0 \| 0% \| |              |  |    |        |
| Componența etnică conform recensământului din 2003 |              |  |    |        |
| |              |  |    |        |
| Muntenegreni | Muntenegreni |  | 71 | 75,53% |
| Sârbi | Sârbi        |  | 22 | 23,4%  |
| Maghiari | Maghiari     |  | 1  | 1,06%  |
| necunoscută | necunoscută  |  | 0  | 0%     |